# Cassius
Gens Cassia var en av de äldsta familjerna i det antika Rom. Ätten kan ha varit av patriciskt ursprung, men alla Cassier i historisk tid var plebejer, och Tacitus beskrev den som en "plebejisk, men gammal och hederlig släkt". Vägen Via Cassia som gick till Arretium var byggd av familjen. Den italienska samhället Cassano Irpino har sitt namn ifrån släktnamnet.

## Personer i släkten Cassia
- Spurius Cassius Vecellinus, konsul (500 - 400-tal f.Kr.)
- Gaius Cassius Longinus, konsul 171 f.Kr.
- Quintus Cassius Longinus, konsul 164 f.Kr.
- Gaius Cassius Longinus, konsul 124 f.Kr.
- Lucius Cassius Longinus, konsul 107 f.Kr.
- Lucius Cassius Longinus, folktribun 104 f.Kr.
- Gaius Cassius Longinus, konsul 96 f.Kr.
- Gaius Cassius Longinus, konsul 73 f.Kr.
- Quintus Cassius Longinus, folktribun 49 f.Kr.
- Lucius Cassius Longinus, folktribun 44 f.Kr.
- Lucius Cassius Longinus, konsul 11 e.Kr.
- Lucius Cassius Longinus, konsul 30 e.Kr.
- Lucius Cassius Hemina, annalist
- Lucius Cassius Longinus Ravalla, censor 125 f.Kr.
- Gaius Cassius Longinus, romersk senator, fältherre, och en av Caesars mördare
- Gaius Cassius Longinus, jurist
- Cassius Parmensis, jurist
- Cassius Severus, orator
- Cassius Chaerea, centurion
- Avidius Cassius, militär och usurpator
- Cassius Apronianus, far till Dio Cassius
- Lucius Cassius Dio, senator och konsul
- Lucius Cassius Dio, senator och historiker
- Cassius Dio, konsul 291

## Andra/annat
- Cassius Clay
- Foedus Cassianum